# Elezioni parlamentari a Malta del 2022
Le elezioni parlamentari a Malta del 2022 si sono svolte il 26 marzo per il rinnovo del Parlamento Maltese.
Queste sono state le prime elezioni in cui il diritto al voto è stato esteso a tutte le persone di età uguale o superiore a sedici anni, pur rimanendo quest’ultimi legalmente e penalmente minorenni, e, a causa della pandemia di COVID-19, le prime elezioni in cui sono stati presi accordi per l’apertura di postazioni elettorali in cui votare restando all’interno del proprio veicolo (drive-through voting).
Sul piano statistico, la consultazione ha visto segnare un picco nell'astensionismo, fenomeno tutto sommato poco comune nell'isola, con la percentuale registrata di votanti (85,63%) ai suoi minimi livelli dal 1966.
L’esito elettorale ha riconfermato, con ampio margine (39.474 voti) e più della maggioranza assoluta dei voti, i laburisti in carica, a cui è stato conferito dall’elettorato un ulteriore seggio rispetto alla tornata elettorale precedente, e specialmente il Primo Ministro Robert Abela.

## Sistema elettorale
I parlamentari sono eletti da 13 collegi elettorali, di cinque seggi ciascuno, tramite il sistema del voto singolo trasferibile: vengono, dunque, eletti i candidati che superano la soglia di sbarramento al primo turno e gli eventuali voti in eccesso vengono trasferiti ai restanti candidati, che saranno eletti se ciò consente loro di superare la soglia. I candidati di rango più basso vengono quindi eliminati uno per uno, con le loro preferenze trasferite ad altri candidati, i quali vengono eletti man mano che superano tale soglia, fino a quando tutti e cinque i seggi non vengono determinati.
Inoltre, sebbene il Parlamento Maltese preveda solitamente 65 seggi, possono essere aggiunti anche alcuni “seggi addizionali”, fino ad un massimo di 4 per garantire almeno una risicata maggioranza e/o una maggiore precisione nella rappresentanza dell’esito elettorale.
Novità di queste elezioni, tuttavia, è stata l’applicazione di un meccanismo correttivo di genere, grazie ad una riforma dell'articolo 52 (A) della Costituzione approvata nell'ultima legislatura: il nuovo articolo, infatti, afferma che sono previsti fino a 12 seggi aggiuntivi (oltre ai 65 ordinari ed ai 4 di bilanciamento) per i candidati non eletti del "sesso sotto-rappresentato" (maschile o femminile, ma principalmente il secondo) nel caso in cui uno dei due costituisca meno del 40% dei parlamentari eletti.

## Sondaggi politici
Politico EU Poll of Polls - Elezioni Generali a Malta del 2022, su politico.eu.

## Risultati
| Partito Laburista    | 162 707 | 55,11 | 44 |  |  |  |
| Partito Nazionalista | 123 233 | 41,74 | 35 |  |  |  |
| AD+PD                | 4 747   | 1,61  | –  |  |  |  |
| Partito del Popolo   | 1 533   | 0,52  | –  |  |  |  |
| ABBA                 | 1 364   | 0,46  | –  |  |  |  |
| Volt Malta           | 382     | 0,13  | –  |  |  |  |
| Indipendenti         | 1 282   | 0,43  | –  |  |  |  |
| Totale               | 295 248 | 100   | 79 |  |  |  |
|                      |         |       |    |  |  |  |
| Voti non validi      | 8 802   | 2,89  |    |  |  |  |
| Votanti              | 304 050 | 85,63 |    |  |  |  |
| Elettori             | 355 075 |       |    |  |  |  |

| Riepilogo dei voti (+/- elezioni 2017)  | Riepilogo dei voti (+/- elezioni 2017) | Riepilogo dei voti (+/- elezioni 2017) | Riepilogo dei voti (+/- elezioni 2017) | Riepilogo dei voti (+/- elezioni 2017) | Riepilogo dei voti (+/- elezioni 2017) | Riepilogo dei voti (+/- elezioni 2017) |
| --------------------------------------- | -------------------------------------- | -------------------------------------- | -------------------------------------- | -------------------------------------- | -------------------------------------- | -------------------------------------- |
| Partito Laburista                       | Partito Laburista                      | Partito Laburista                      |                                        |                                        | 55,11%                                 | ▲ 0,07                                 |
| Partito Nazionalista                    | Partito Nazionalista                   | Partito Nazionalista                   |                                        |                                        | 41,74%                                 | ▼ 0,38                                 |
| AD+PD                                   | AD+PD                                  | AD+PD                                  |                                        |                                        | 1,61%                                  | Nuovo                                  |
| Partito del Popolo                      | Partito del Popolo                     | Partito del Popolo                     |                                        |                                        | 0,52%                                  | Nuovo                                  |
| ABBA                                    | ABBA                                   | ABBA                                   |                                        |                                        | 0,46%                                  | Nuovo                                  |
| Volt Malta                              | Volt Malta                             | Volt Malta                             |                                        |                                        | 0,15%                                  | Nuovo                                  |
| Indipendenti                            | Indipendenti                           | Indipendenti                           |                                        |                                        | 0,43%                                  | ▲ 0,40                                 |
| Riepilogo dei seggi (+/- elezioni 2017) |                                        |                                        |                                        |                                        |                                        |                                        |
|                                         |                                        |                                        |                                        |                                        |                                        |                                        |
| LP                                      | 44                                     | ▲ 7                                    |                                        | NP                                     | 35                                     | ▲ 7                                    |
| AD+PD                                   | 0                                      | ▼ 2                                    |                                        | IND                                    | 0                                      | ━                                      |